# 2002 AA29
2002 AA29는 지구와 1:1로 궤도 공명을 하는 아텐 소행성군의 소행성이며 근지구 천체이다. 이와 같이 지구와 궤도 공명을 하는 천체가 몇몇 알려져 있는데 이러한 천체들 중 가장 처음 발견된 것이 1986년 발견된 3753 크뤼트네이다. 몇백년에 한번은, 지구를 도는 듯한 준위성의 궤도를 보인다.
2003년 1월 8일 지구에 가장 가까웠을 때의 거리는 약 0.0391 AU으로, 겉보기 등급은 +20.4였다. 다음 접근 시기인 2097년 7월 11일에는 0.037712 AU까지 접근한다.

## 궤도

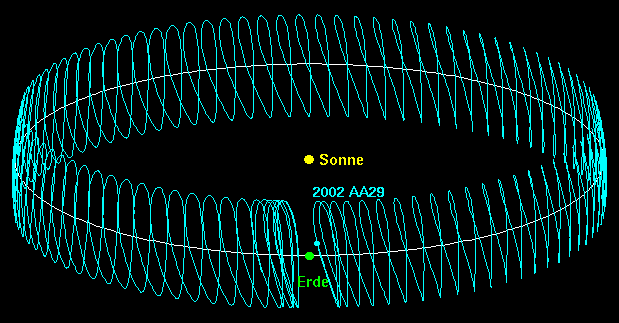
지구와 궤도를 공유하는 소행성 의 95년 동안의 궤적. 반복되지만 이 이상으로 지구에 접근하지 않는다.

지구와 궤도를 공유하는 소행성이지만 라그랑주 점에 위치하는 트로이 천체는 아니며 지구에서 관찰할 때 말발굽 궤적을 그리여 공전한다. 하지만 반드시 말발굽 궤적을 그리는 것은 아니며 가끔씩 이탈하는 경우도 있는데 이런 일은 약 600년 후에 일어난다.

## 같이 보기
- 3753 크뤼트네
- 준위성